# Euploea bauermanni
Euploea bauermanni är en fjärilsart som beskrevs av Johannes Karl Max Röber 1885. Euploea bauermanni ingår i släktet Euploea och familjen praktfjärilar. Inga underarter finns listade i Catalogue of Life.